# Atrosillo (llinatge)
El llinatge dels Atrosillo era un llinatge de rics-homes aragonesos.

## Escut d'armes
Les seves armes heràldiques eren en camp de gules, quatre trossos de llança d'or en pal. Una altra variant era en camp d'or, quatre trossos de llança de sinople en pal.

## Llista dels Atrosillo
- García d'Atrosillo, present a la batalla d'Alcoraz (1096)
- Gil I d'Atrosillo, un dels executats a la Campana de Huesca (1135 o 1136) pel rei Ramir II d'Aragó
- Alamán d'Atrosillo, figura com a fidel servidor d'Alfons II d'Aragó el 1164 i seria parent de Lope Ferrench de Luna.
- Vicent d'Atrosillo (Bicent de Atrosillo) figura el 1169
- Pelegrín d'Atrosillo, documentat des del 1215, participà en la Primera revolta nobiliària contra Jaume I d'Aragó
- Gil II d'Atrosillo, documentat des del 1226, participà en la Primera revolta nobiliària contra Jaume I d'Aragó
- Lope Ferrench d'Atrosillo, participà en el Desafiament de Bordeus
- Gil III d'Atrosillo, documentat des del 1260
- Maria d'Atrosillo
- Elvira Gil d'Atrosillo
- Mallada d'Atrosillo, fill de Gil II d'Atrosillo i casada amb Gil Martínez d'Entença.
- Martín Gil d'Atrosillo,
- Gil IV d'Atrosillo

Vers el 1390, la vila d'Estercuel i el patrimoni dels Atrosillo passà al llinatge dels Urrea en la persona de Johan Ximénez d'Urrea i d'Atrosillo.